# Toutes-Fourrures

Toutes-Fourrures, ou Peau-de-mille-bêtes (en allemand : Allerleirauh) est un conte de fées allemand qui figure depuis la 2e édition (1819) en 65e position des Contes de l'enfance et du foyer des frères Grimm. Dans le manuscrit de 1810 figurait un conte proche intitulé Allerlei Rauch, inspiré d'un récit enchâssé dans le roman Schilly de Carl Nehrlich (1798). Un autre conte proche, La Princesse Peau-de-Souris, qui portait le n° 71 dans l'édition de 1812, a été déplacé en notes dans les éditions suivantes. La version de 1819 a été racontée aux frères Grimm par Dortchen Wild en 1812. L'histoire, qui relève du conte-type AT 510B, se rapproche de Peau d'Âne et du conte anglo-saxon de Cap-o'-Rushes (en) (« Chapeau-de-joncs »).
Une traduction anglaise du conte a été publiée par Andrew Lang dans The Green Fairy Book (1892).

## Résumé
Une reine mourante demande à son époux de ne pas se remarier avec une autre femme qui ne soit aussi belle qu'elle, ce que le roi lui promet. Après une longue période de deuil, le roi envoie ses conseillers à la recherche d'une femme dont la beauté égale celle de sa défunte épouse, mais en vain. Il forme alors le projet d'épouser sa propre fille, qui ressemble à sa mère. La princesse prend peur et cherche à gagner du temps en exigeant au préalable trois robes : l'une dorée comme le soleil, l'autre argentée comme la lune et la dernière brillante comme les étoiles, et de surcroit un manteau cousu de peaux et de fourrures provenant de chaque animal du royaume. Le roi parvient à faire fabriquer les robes et le manteau et décide que la noce aura lieu le lendemain.

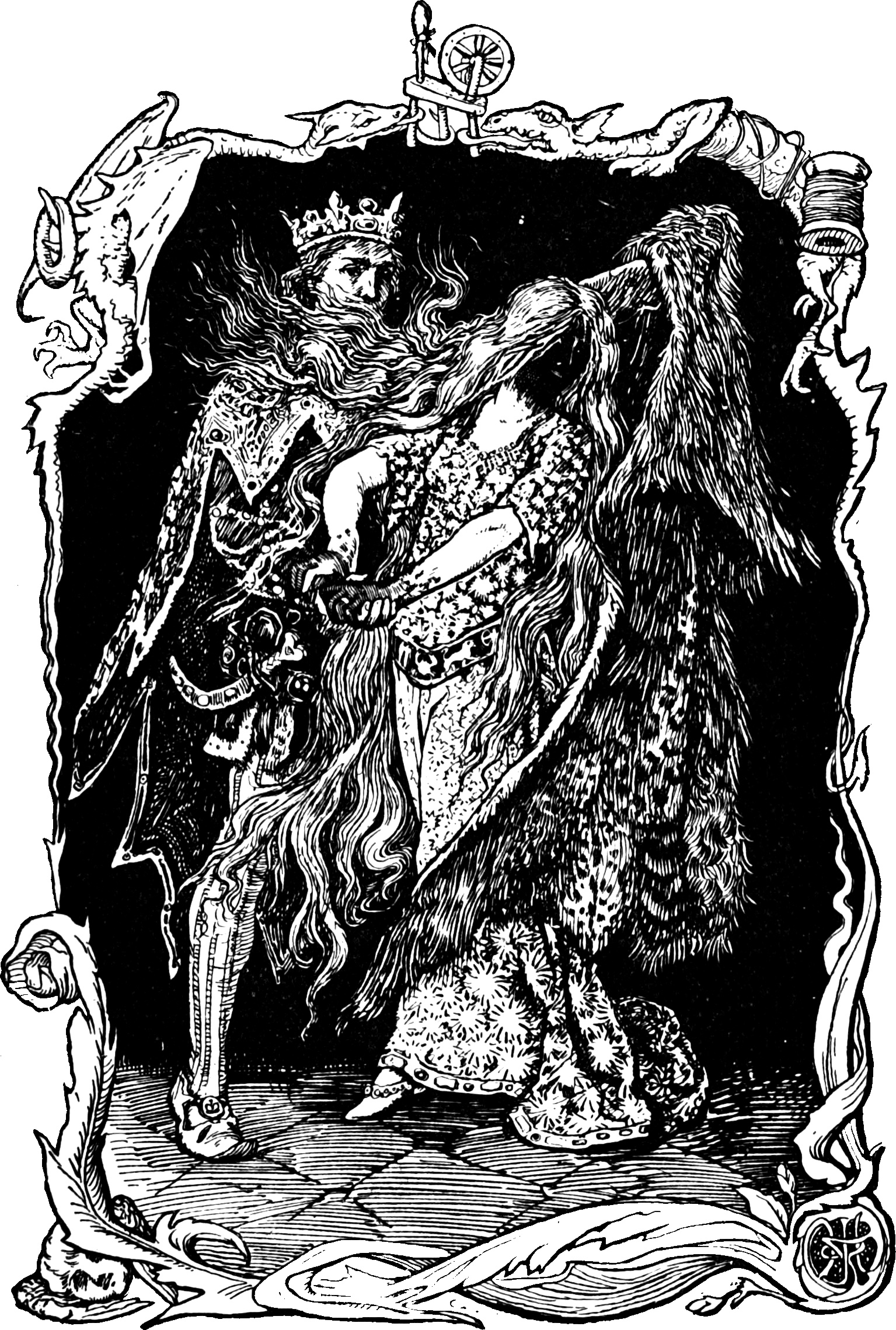
« Le roi empoigna son manteau et le lui arracha. » (Henry Justice Ford)

La jeune fille alors s'enfuit pendant la nuit, après avoir rangé les trois robes dans une coquille de noix et endossé le manteau de toutes-fourrures. Elle emporte trois objets d'or : un anneau, un petit rouet et un petit dévidoir. Parvenue au cœur d'une grande forêt, elle s'endort dans un arbre creux. Le lendemain, un roi qui chassait la découvre, pensant d'abord qu'il s'agit d'un animal inconnu. Il la ramène dans son château, l'installe dans un sombre réduit sous un escalier, et l'affecte à de basses besognes aux cuisines. Toutes-Fourrures mène ainsi pendant longtemps une existence misérable.
Un jour, un bal est donné au château, et Toutes-Fourrures obtient d'y assister. Elle s'y présente en beauté, dans sa robe de soleil, et fait grande impression au roi qui ne l'a pas reconnue, puis disparaît et regagne son réduit. Le cuisinier lui ordonne de préparer une soupe pour le roi, et elle glisse son anneau d'or au fond du plat. Le roi, qui a apprécié la soupe, découvre l'anneau et demande au cuisinier qui a préparé le repas. Le cuisinier finit par avouer que c'est la jeune fille : le roi la fait amener devant lui et l'interroge, mais ne peut rien tirer d'elle. L'épisode se répète lors d'un autre bal (Toutes-Fourrures revêt sa robe de lune, et laisse son rouet dans le plat), puis d'un troisième, au cours duquel elle met sa robe d'étoiles. Cette fois, le roi lui passe au doigt une bague en or sans qu'elle s'en aperçoive ; Toutes-Fourrures, qui s'est attardée, n'a pas le temps d'enlever sa robe avant de se rebarbouiller de suie et de regagner son réduit. Elle prépare la soupe du roi et y laisse son dévidoir d'or. Mais elle a oublié de recouvrir de suie le doigt auquel est glissé l'anneau : le roi s'en aperçoit et empoigne la jeune fille. Celle-ci se débat, ce qui révèle sous son manteau sa robe scintillante comme les étoiles, puis ses cheveux dorés et sa beauté. Le roi la fait décrasser puis épouse Toutes-Fourrures, et ils vivront longtemps heureux ensemble.

## Commentaires et analogies
Le titre français le plus fréquent, Toutes-Fourrures, ne doit pas induire en erreur : il n'est pas question ici de fourrures de prix, mais bien de peaux d'animaux non traitées, grossières (l'adjectif allemand rauh, équivalent de l'anglais rough, signifie « rugueux, rude, grossier »), qui valent à l'héroïne, outre l'incognito, le mépris et le dégoût de ceux qui la croisent (et la ravalent même au rang d'un animal). Ce vêtement primitif fait contraste dans le conte avec les trois magnifiques robes, à la beauté surnaturelle.
Le conte-type ATU 510B a été renommé en anglais Peau d'Asne (« Peau d'Âne ») par Hans-Jörg Uther, sa précédente dénomination (AT 510B) étant The Dress of Gold, of Silver, and of Stars [Cap o' Rushes] (« La Robe d'or, d'argent et d'étoiles [Chapeau-de-Joncs] »). Il suit dans la nomenclature le conte ATU 510A (Cinderella, « Cendrillon »), qui appartient au même cycle de contes apparentés : il s'en distingue essentiellement par la situation initiale et par la manière dont l'identité de l'héroïne est découverte. Il existe dans la classification Aarne-Thompson un autre conte-type relatif à un père souhaitant épouser sa fille, AT 706C (variante de AT 706, « La Jeune Fille sans mains »), qui se combine parfois avec le 510 B. Ce thème se rencontre en Europe depuis le XIe siècle ou le XIIe siècle, mais c'est dans Toutes-Fourrures qu'il est traité de la manière la plus explicite. Il serait lié à l'histoire de La Belle Hélène de Constantinople, dont le père, l'empereur Antoine de Constantinople, aurait obtenu une dispense papale pour l'épouser, provoquant la fuite de celle-ci en Angleterre, où elle rencontrera le roi Henry. Le type 510 B remonterait en France au roman en vers de Philippe de Remy, sire de Beaumanoir, intitulé La Manekine (XIIIe siècle).
Dans la version de Grimm comme dans d'autres versions européennes, le projet du père d'épouser sa fille est présenté comme un péché, une monstruosité.

### Autres versions
Dans le Pentamerone de l'écrivain napolitain Giambattista Basile (XVIIe siècle), figure le motif de la tentative d'inceste d'un père sur sa fille (II.6, L'Ourse) ; la jeune fille s'y transforme en ourse pour lui échapper (une vieille femme lui donne un bout de bois qui lui confère l'apparence d'une ourse tant qu'elle le garde dans la bouche).
Musäus a produit une version littéraire de ce conte, Die Nymphe des Brunnens (« La Nymphe de la fontaine », 1782).
Delarue et Tenèze proposent, pour illustrer le conte AT 510B, qu'ils intitulent Peau d'Âne, une version nivernaise, La Peau d'Ânon datant de 1885 environ. Ils distinguent dans le récit une articulation en trois séquences : I. L'héroïne échappe à son père, II. La rencontre avec le prince, III. La reconnaissance et le mariage. Geneviève Massignon propose quant à elle une version qu'elle a recueillie en 1960 dans le Limousin, intitulée La Peu d'Anisso (« Peau d'Âne »), qui reprend les motifs des trois robes merveilleuses et de l'héroïne frappée successivement par le prince avec trois objets ménagers.
Les Contes populaires russes d'Alexandre Afanassiev comportent deux versions d'un conte apparenté, intitulé Peau de cochon (en russe : Свиной чехол, Svinoï tchekhol, n°s 161a/290 et 161b/291). Le lieu de collecte de la première version est inconnu ; la seconde version est ukrainienne, recueillie dans le gouvernement de Poltava (l'héroïne y est la fille d'un pope). Barag et Novikov signalent qu'outre les variantes européennes, ce thème se retrouve en Turquie et en Inde. Ils indiquent 20 variantes russes connues, 12 variantes ukrainiennes et 8 biélorusses.
John Francis Campbell a publié dans ses Popular Tales of the West Highlands (1860-62) une version écossaise intitulé The King Who Wished to Marry His Daughter (« Le Roi qui voulait épouser sa fille »), originaire de l'île d'Islay. Un conte sicilien collecté par Laura Gonzenbach, Von der Betta Pilusa (n° 38), exploite le même thème.

### L'analyse de Christine Goldberg

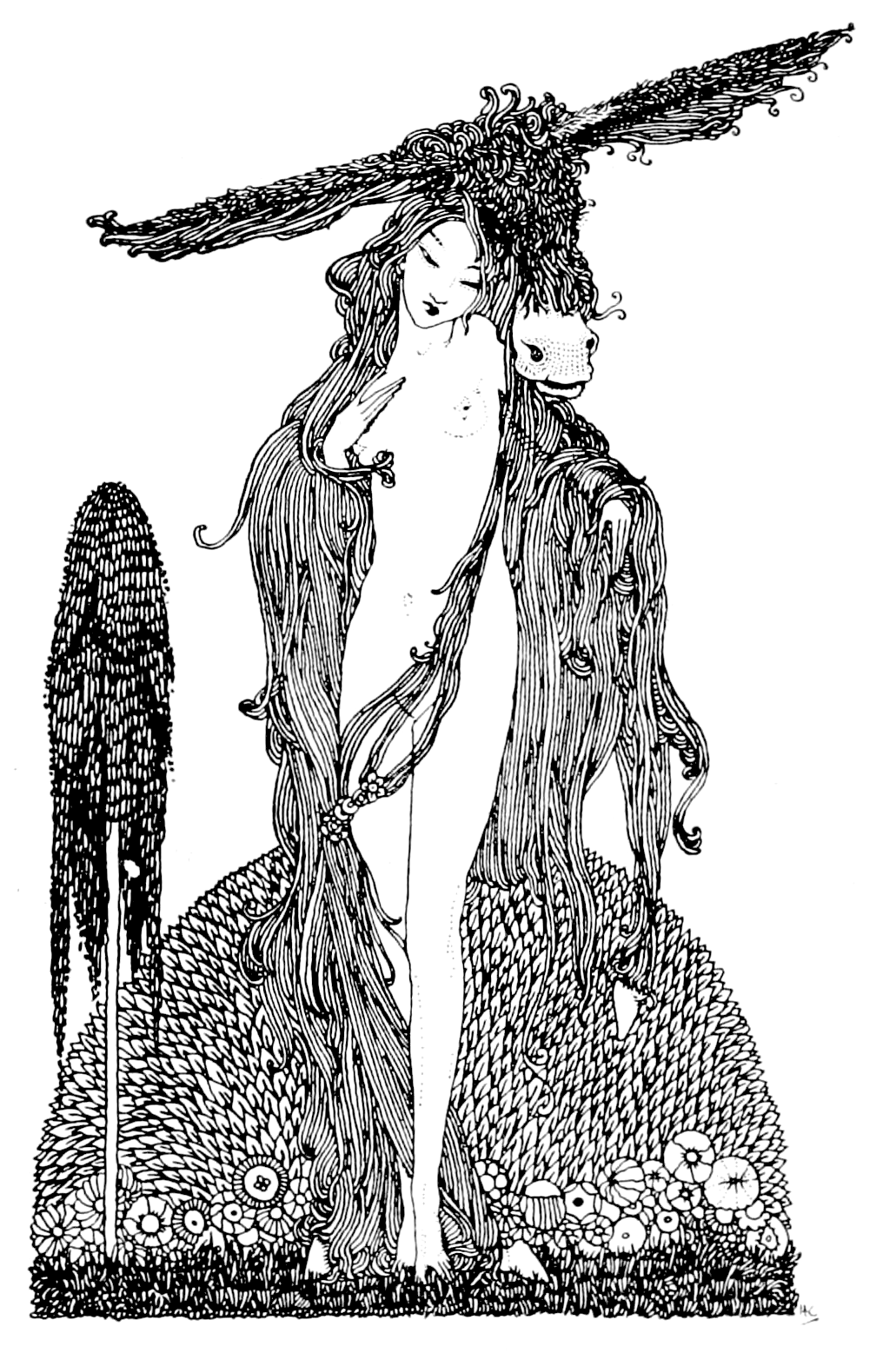
Illustration pour Peau d'Âne, par Harry Clarke (1922)

L'universitaire américaine Christine Goldberg a consacré un essai à ce cycle de contes : The Donkey-Skin Folktale Cycle (AT510B). Elle distingue dans ce cycle, outre les deux variantes principales habituellement mentionnées (Cendrillon, ATU 510A et Peau d'Âne, ATU 510B), deux autres variantes significatives : La Peau de vieille femme (The Old Woman's Skin) et La Cachette dans la boîte (The Hiding Box). Le premier de ces deux contes, dans lequel l'héroïne se revêt d'une peau de cadavre humain, pourrait provenir d'Afrique du nord-est (« Nubie ») ou d'Inde ; il représenterait selon C. Goldberg le prototype de Peau d'Âne. Le second, d'où dérive Katie Woodencloak (en), mentionne un vêtement de bois, motif qui, selon l'ethnologue suédoise Anna Birgitta Rooth (sv), pourrait constituer une combinaison des idées de déguisement et de dissimulation à l'intérieur d'un meuble en bois. Toutes ces versions se sont emprunté des motifs l'une à l'autre, ainsi qu'à d'autres contes-types ; le motif du déguisement grâce à une peau de bête, ou d'être humain, apparaît quant à lui universel.
C. Goldberg repère les traits caractéristiques suivants pour AT 510B, par opposition notamment à Cendrillon :
- initialement, la jeune fille est, soit chassée par son père, auquel elle a déclaré qu'elle l'aimait « comme le sel »[15] ; soit elle s'enfuit d'elle-même pour échapper à ses assiduités. Dans les deux cas, elle part déguisée d'une peau de bête, qui dissimule à la fois son identité et sa beauté. Il n'est pas question ici de marâtre.
- elle devient servante dans une riche maisonnée, et y est maltraitée, bien qu'elle y développe des talents culinaires.
- elle est épiée par le fils de la maison[16], qui découvre sa beauté et tombe amoureux d'elle, mais sans faire le rapprochement avec la souillon de la cuisine.
- lorsqu'elle est interrogée par le jeune homme, elle le taquine par des allusions cryptées à sa condition de servante à laquelle « on jette des bottes à la figure »[17]; mais son amoureux ne comprend pas l'allusion.
- elle se fait reconnaître finalement grâce à un objet symbolique (anneau) glissé dans la nourriture.
- d'une façon générale, l'héroïne se montre astucieuse et active, contrairement à Cendrillon, bien plus passive.

Elle estime, après A. Rooth, que le triple épisode du bal n'est pas nécessaire à l'intrigue et a été emprunté à Cendrillon (il est absent de la version de Basile) ; elle remarque que les deux formes du conte sont mieux distinguées dans le sud de l'Europe que dans le nord. Elle énumère différentes versions de la peau d'animal, élément essentiel à l'intrigue mais très « instable » ; il peut s'agir comme ici de peau « de mille bêtes », mais aussi – entre autres – d'âne, de loup, de chat (voir Catskin (en)), de porc, de souris, de corbeau (en Scandinavie), voire de pou (Europe orientale). Concernant l'ancienneté du conte, si elle mentionne un conte français de 1570 environ intitulé Peau d'Âne, c'est pour remarquer qu'il n'a guère de rapport avec AT 510B ; la première version publiée du véritable Peau d'Âne reste celle de Perrault (1694).
La folkloriste anglaise Marian Roalfe Cox a consacré une étude détaillée au thème de Cendrillon et des contes apparentés, étude complétée plus tard par Anna Birgitta Rooth.

## Adaptation
- Un épisode de la série d'animation Simsala Grimm[19]
- Le roman graphique Peau de mille bêtes de Stéphane Fert, paru en 2019 aux éditions Delcourt.